# Lista de atletas brasileiros nos Jogos Olímpicos de Verão de 1996
A lista a seguir discrimina os atletas brasileiros que participaram da Atlanta 1996, independentemente de terem logrado êxito na busca por medalhas.
Nos Jogos Olímpicos de Verão de 1996, os Jogos de número XXVI, em Atlanta, nos Estados Unidos, o Brasil participou de sua décima nona Olimpíada, sendo a décima sétima participação nos Jogos de Verão, com 225 atletas, sendo 159 homens e 66 mulheres em 18 esportes: atletismo, basquetebol, boxe, canoagem, ciclismo, hipismo, futebol, handebol, judô, remo, vela, tiro esportivo, natação, tênis de mesa, tênis, voleibol, levantamento de peso e estreou oficialmente no voleibol de praia. Conquistando 15 medalhas: 3 de ouro, 3 de prata e 9 de bronze. Recordes até então em número de participantes total, masculinos e femininos e recorde no número de medalhas total, de ouro e de bronze, até aqui.
Subsedes:
Athens, Orlando, Birmingham, Miami e Washington (futebol); Jonesboro GA (vôlei de praia); Athens (ginástica rítmica e voleibol); Conyers (ciclismo mountain bike, três modalidades do hipismo e parte das provas de pentatlo moderno); Columbus (softbol); Gainesville (canoagem de velocidade e remo); Polk (canoagem slalom); Stone Mountain (tiro com arco, tênis e ciclismo de pista); Savannah (vela).
Carlos Arthur Nuzman, então presidente do COB foi o chefe da missão brasileira em Atlanta, de onde vieram as primeiras medalhas oficiais para o esporte feminino brasileiro, superando os melhores resultados até então das mulheres que haviam sido o 5.° lugar de Piedade Coutinho na natação em 1936 e o 4.° lugar de Aída dos Santos no salto em altura na Tóquio 1964, sem falar nas quatro medalhas de bronze como demonstração no tênis em 1968 e no vôlei de praia em 1992. E foram logo quatro medalhas em três pódios para as brasileiras: bronze para o "vôlei feminino" com Ana Moser, Ana Paula, Fernanda Venturini, Ida, Leila, Márcia Fu, Fofão e Virna comandadas por Bernardinho Rezende; o "basquete" que passou por um longo período de instabilidade depois da "Era Kanela" voltou ao pódio com sua melhor colocação até aqui, a prata conquistada pelas atletas Hortência, Paula, Marta, Janeth, entre outras, treinadas por Miguel Ângelo da Luz; dobradinha de ouro e de prata para o "vôlei de praia" feminino com Jaqueline e Sandra superando Mônica e Adriana (irmã do Tande) na final.
Os outros ouros vieram da vela, com a terceira medalha de Torben Grael e a primeira de Marcelo Ferreira na "classe star"; da "classe laser" com a primeira conquista de Robert Scheidt; do iatismo também veio a medalha de bronze de Kiko Pelicano e Lars Grael na "classe tornado", segunda conquista de Lars.
A outra prata veio das piscinas, com Gustavo Borges nos "200 metros livre"; Gustavo também chegou ao pódio nos "100 metros livre", conquistando sua terceira medalha no total, sua primeira medalha de bronze que também foi a segunda medalha dele nessa edição (algo que não acontecia desde 1920, quando Guilherme Paraense e Afrânio da Costa se tornaram medalhistas múltiplos em edição única); da natação também veio a primeira medalha dos "50 metros livre" com Fernando Scherer conquistando um bronze.
As outras medalhas de bronze vieram do judô, com Henrique Guimarães e o segundo pódio de Aurélio Miguel, respectivamente nos pesos "meio-leve" e "meio-pesado"; do concurso de saltos veio a primeira medalha do hipismo com o quarteto formado por Álvaro Doda, André Johannpeter, Luiz Felipe e Rodrigo Pessoa; do "futebol masculino" com Mário Zagallo comandando a Seleção com os tetracampeões Aldair, Ronaldo Nazário e Bebeto (que também conquistou sua segunda medalha, com direito a um hat trick na partida decisiva contra Portugal), além dos futuros pentacampeões Rivaldo, Roberto Carlos, Juninho Paulista, Dida e Luizão, entre outros; das pistas de atletismo com a primeira medalha de um revezamento no "4x100 metros rasos" com o quarteto formado por André Domingos, Arnaldo Oliveira, Edson Luciano e Robson Caetano (segunda medalha também de Robson).
Com essas conquistas, mais cinco brasileiros se juntaram ao grupo de medalhistas múltiplos: Gustavo Borges (que junto com Torben são os primeiros a conseguir três medalhas e se tornaram os maiores medalhistas brasileiros da história até então), Lars Grael, Aurélio Miguel, Bebeto e Robson Caetano. Agora são 24 atletas com pelo menos dois pódios (Vide seção "Multimedalhistas").
Outros destaques:
Foi a estreia das provas de "mountain biking" no ciclismo cross country em Olimpíadas e uma dupla brasileira participou. A melhor colocação na modalidade foi o 27.° lugar de Márcio Ravelli; nessa edição estreou ainda o "futebol feminino", chegando à semifinal e ficando em 4.° lugar, com Sissi, Roseli, Pretinha, Meg, Formiga, Elane, Fanta, Nenê, Marisa, Tânia Maranhão, Nildinha, Leda Maria, Kátia Cilene, entre outras comandadas por Zé Duarte; no atletismo foram mais dois finalistas, ambos nos "400 metros com barreiras": Éverson Teixeira terminou em 7.° e Eronilde Araújo na 8.ª colocação; o "basquete masculino", treinado por Ary Vidal, que retornava após 8 anos ao comando da Seleção, ficou em 6.° e marcou a despedida de Oscar Schmidt; as duplas masculinas do "vôlei de praia" dividiram o 9.° lugar; além da medalha por equipe, Doda, Rodrigo Pessoa e André Johannpeter também avançaram para a final das provas individuais do "concurso de saltos", terminando respectivamente em 8.°, 9.° e 18.° lugares. Sebastián Cuattrin foi o primeiro brasileiro a disputar uma final na canoagem e terminou em 8.° lugar na modalidade de velocidade "K-1 1000 metros"; nas piscinas ainda teve a final do revezamento "4x100 metros livre" com a equipe brasileira terminando na 4.ª posição; no "tênis de mesa", Hugo Hoyama foi o primeiro atleta do país a avançar na primeira fase, mas caiu na fase seguinte e terminou em 9.° lugar. Cláudio Kano estava classificado para disputar os Jogos nas modalidades de simples e em dupla com Hoyama, mas infelizmente sofreu um acidente motociclístico na véspera do embarque para Atlanta e acabou falecendo em consequência dos traumas sofridos; Fernando Meligene alcançou as semifinais do torneio de "simples masculino" do tênis, disputando o bronze e terminando na 4.ª colocação; o "vôlei masculino" comandado por Zé Roberto Guimarães tentou o bicampeonato, mas terminou em 5.° com os campeões Marcelo Negrão, Giovane, Paulão, Maurício, Carlão e Tande ganhando o reforço de Max, Schwanke e Nalbert, entre outros.
Abaixo segue a relação dos esportistas brasileiros participantes da Atlanta 1996.

## Atletismo
Masculino
Eventos de pista e de estrada
| Atleta | Modalidade            | Eliminatória | Eliminatória | Quartas de final | Quartas de final | Semifinal   | Semifinal   | Final       | Final     | Referência(s) |
| Atleta | Modalidade            | Resultado    | Colocação    | Resultado        | Colocação        | Resultado   | Colocação   | Resultado   | Colocação | Referência(s) |
| --- | --------------------- | ------------ | ------------ | ---------------- | ---------------- | ----------- | ----------- | ----------- | --------- | ------------- |
| André Domingos | 100 m                 | 10.25        | 1.° Q        | 10.26            | 4.°              | Não avançou | Não avançou | Não avançou | 20.°      | [ 6 ]         |
| Édson Luciano | 100 m                 | 10.39        | 5.°          | Não avançou      | Não avançou      | Não avançou | Não avançou | Não avançou | 52.°      | [ 6 ]         |
| Arnaldo Oliveira | 100 m                 | 10.62        | 7.°          | Não avançou      | Não avançou      | Não avançou | Não avançou | Não avançou | 80.°      | [ 6 ]         |
| Robson Caetano | 200 m                 | 20.61        | 2.° Q        | 20.65            | 4.°              | Não avançou | Não avançou | Não avançou | 18.°      | [ 7 ]         |
| Édson Luciano | 200 m                 | 20.69        | 2.° Q        | 20.60            | 5.°              | Não avançou | Não avançou | Não avançou | 25.°      | [ 7 ]         |
| Claudinei da Silva | 200 m                 | 20.80        | 3.° Q        | DNF              | 8.°              | Não avançou | Não avançou | Não avançou | 38.°      | [ 7 ]         |
| Sanderlei Parrela | 400 m                 | 45.60        | 2.° Q        | 45.72            | 7.°              | Não avançou | Não avançou | Não avançou | 26.°      | [ 8 ]         |
| Valdinei Abílio da Silva | 400 m                 | 46.61        | 5.°          | Não avançou      | Não avançou      | Não avançou | Não avançou | Não avançou | 37.°      | [ 8 ]         |
| Osmar Barbosa dos Santos | 400 m                 | 46.16        | 5.°          | Não avançou      | Não avançou      | Não avançou | Não avançou | Não avançou | 39.°      | [ 8 ]         |
| Zequinha Barbosa | 800 m                 | 1:46.58      | 3.° q        | _                | _                | 1:50.33     | 8.°         | Não avançou | 23.°      | [ 9 ]         |
| Flávio de Oliveira Godoy | 800 m                 | 1:48.91      | 6.°          | _                | _                | Não avançou | Não avançou | Não avançou | 42.°      | [ 9 ]         |
| Edgard de Oliveira Júnior | 1500 m                | 3:40.70      | 7.°          | _                | _                | Não avançou | Não avançou | Não avançou | 32.°      | [ 10 ]        |
| Joaquim Cruz | 1500 m                | 3:45.32      | 8.°          | _                | _                | Não avançou | Não avançou | Não avançou | 37.°      | [ 10 ]        |
| Adalberto Batista Garcia | 5000 m                | 14:28.64     | 12.°         | _                | _                | Não avançou | Não avançou | Não avançou | 34.°      | [ 11 ]        |
| Ronaldo da Costa | 10000 m               | 29:26.58     | 16.°         | _                | _                | _           | _           | Não avançou | 31.°      | [ 12 ]        |
| Luiz Antônio dos Santos | maratona              | _            | _            | _                | _                | _           | _           | 2:15:55     | 10.°      | [ 13 ]        |
| Vanderlei Cordeiro de Lima | maratona              | _            | _            | _                | _                | _           | _           | 2:21:01     | 47.°      | [ 13 ]        |
| Diamantino dos Santos | maratona              | _            | _            | _                | _                | _           | _           | 2:26:53     | 73.°      | [ 13 ]        |
| Pedro Chiamulera | 110 m com barreiras   | 13.70        | 4.° q        | 13.77            | 6.°              | Não avançou | Não avançou | Não avançou | 22.°      | [ 14 ]        |
| Walmes Rangel de Souza | 110 m com barreiras   | 13.82        | 3.° Q        | 14.12            | 7.°              | Não avançou | Não avançou | Não avançou | 28.°      | [ 14 ]        |
| Émerson Perin | 110 m com barreiras   | 13.76        | 5.°          | Não avançou      | Não avançou      | Não avançou | Não avançou | Não avançou | 37.°      | [ 14 ]        |
| Éverson da Silva Teixeira | 400 m com barreiras   | 48.52        | 2.° Q        | _                | _                | 48.28       | 2.° Q       | 48.57       | 7.°       | [ 15 ]        |
| Eronilde Nunes de Araújo | 400 m com barreiras   | 48.52        | 1.° Q        | _                | _                | 48.45       | 4.° Q       | 48.78       | 8.°       | [ 15 ]        |
| Cléverson da Silva Teixeira | 400 m com barreiras   | 51.23        | 6.°          | _                | _                | Não avançou | Não avançou | Não avançou | 41.°      | [ 15 ]        |
| Clodoaldo Lopes do Carmo | 3000 m com obstáculos | 8:51.78      | 12.°         | _                | _                | Não avançou | Não avançou | Não avançou | 34.°      | [ 16 ]        |
| Sérgio Vieira Galdino | marcha atlética 20 km | _            | _            | _                | _                | _           | _           | 1:25:14     | 25.°      | [ 17 ]        |
| Cláudio Luiz Bertolino | marcha atlética 20 km | _            | _            | _                | _                | _           | _           | 1:31:04     | 48.°      | [ 17 ]        |
| André Domingos Arnaldo Oliveira Édson Luciano Robson Caetano                                                                     | 4×100 m               | 38.97        | 2.° Q        | _                | _                | 38.42       | 2.° Q       | 38.41       | 3.°       | [ 18 ]        |
| Eronilde Nunes de Araújo Éverson da Silva Teixeira Sanderlei Parrela Valdinei Abílio da Silva Osmar Barbosa dos Santos (reserva) | 4×400 m               | 3:02.51      | 3.° q        | _                | _                | 3:03.46     | 6.°         | Não avançou | 11.°      | [ 19 ]        |

Eventos de campo
| Atleta                        | Modalidade         | Qualificação | Qualificação | Final       | Final     | Referência(s) |
| Atleta                        | Modalidade         | Resultado    | Colocação    | Resultado   | Colocação | Referência(s) |
| ----------------------------- | ------------------ | ------------ | ------------ | ----------- | --------- | ------------- |
| Nélson Carlos Ferreira Júnior | salto em distância | 7.76         | 14.°         | Não avançou | 27.°      | [ 20 ]        |
| Douglas de Souza              | salto em distância | 7.61         | 18.°         | Não avançou | 33.°      | [ 20 ]        |
| Márcio Rogério da Cruz        | salto em distância | 7.12         | 22.°         | Não avançou | 42.°      | [ 20 ]        |
| Anísio Souza Silva            | salto triplo       | 16.67        | 18.°         | Não avançou | 18.°      | [ 21 ]        |
| Messias José Baptista         | salto triplo       | 16.45        | 22.°         | Não avançou | 22.°      | [ 21 ]        |

Feminino
Eventos de pista e de estrada
| Atleta                    | Modalidade | Eliminatória | Eliminatória | Quartas de final | Quartas de final | Semifinal   | Semifinal   | Final       | Final     | Referência(s) |
| Atleta                    | Modalidade | Resultado    | Colocação    | Resultado        | Colocação        | Resultado   | Colocação   | Resultado   | Colocação | Referência(s) |
| ------------------------- | ---------- | ------------ | ------------ | ---------------- | ---------------- | ----------- | ----------- | ----------- | --------- | ------------- |
| Cleide Amaral             | 100 m      | 11.76        | 6.°          | Não avançou      | Não avançou      | Não avançou | Não avançou | Não avançou | 38.°      | [ 22 ]        |
| Maria Magnólia Figueiredo | 400 m      | 52.41        | 4.° Q        | 51.98            | 5.°              | Não avançou | Não avançou | Não avançou | 18.°      | [ 23 ]        |
| Luciana de Paula Mendes   | 800 m      | 2:00.25      | 3.°          | _                | _                | Não avançou | Não avançou | Não avançou | 17.°      | [ 24 ]        |
| Roseli Machado            | 5000 m     | 15:41.63     | 9.°          | _                | _                | Não avançou | Não avançou | Não avançou | 25.°      | [ 25 ]        |
| Márcia Narloch            | maratona   | _            | _            | _                | _                | _           | _           | 2:39:33     | 39.°      | [ 26 ]        |
| Solange de Souza          | maratona   | _            | _            | _                | _                | _           | _           | 2:56:23     | 60.°      | [ 26 ]        |
| Carmem de Oliveira        | maratona   | _            | _            | _                | _                | _           | _           | DNF         | 76.°      | [ 26 ]        |

Eventos de campo
| Atleta                   | Modalidade        | Qualificação | Qualificação | Final       | Final     | Referência(s) |
| Atleta                   | Modalidade        | Resultado    | Colocação    | Resultado   | Colocação | Referência(s) |
| ------------------------ | ----------------- | ------------ | ------------ | ----------- | --------- | ------------- |
| Maria Aparecida de Souza | salto triplo      | 13.38        | 9.°          | Não avançou | 21.°      | [ 27 ]        |
| Elisângela Adriano       | arremesso de peso | 16.49        | 11.°         | Não avançou | 21.°      | [ 28 ]        |

## Basquetebol
Masculino
Primeira fase
Grupo B
| V |  | Brasil | 101–98 | Porto Rico |  |  |  |

| D |  | Grécia | 89–87 | Brasil |  |  |  |

| D |  | Austrália | 109–101 | Brasil | (82-82•27-19>AET) |  |  |

| D |  | Sérvia e Montenegro | 101–82 | Brasil |  |  |  |

| V |  | Brasil | 127–97 | Coreia do Sul |  |  |  |

Colocação no grupo: 4.° Q
Tabela - Grupo B
| Equipe              | Jogos | Vitórias | Derrotas | Pontos pró | Pontos contra | Saldo de pontos | Pontuação |
| ------------------- | ----- | -------- | -------- | ---------- | ------------- | --------------- | --------- |
| Sérvia e Montenegro | 5     | 5        | 0        | 478        | 364           | +114            | 10        |
| Austrália           | 5     | 4        | 1        | 492        | 438           | +54             | 8         |
| Grécia              | 5     | 3        | 2        | 402        | 416           | -14             | 6         |
| Brasil              | 5     | 2        | 3        | 498        | 494           | +4              | 4         |
| Porto Rico          | 5     | 1        | 4        | 447        | 465           | -18             | 2         |
| Coreia do Sul       | 5     | 0        | 5        | 422        | 562           | -140            | 0         |

|  | Classificados para as quartas |
|  | Disputa de 9.° a 12.°         |

Quartas de final
| D |  | Estados Unidos | 98–75 | Brasil |  |  |  |

Torneio de 5.° a 8.°
| V |  | Brasil | 80–74 | Croácia |  |  |  |

Disputa do 5.° lugar
| D |  | Grécia | 91–72 | Brasil |  |  |  |

Colocação final: 6.°
Equipe:
André Luis Ratto
Caio Cazziolato
Caio da Silveira
Carlos Henrique Olívia
Demétrius Ferracciú
Fernando Minucci
Janjão Joerke
João Pipoka
Josuel dos Santos
Oscar Schmidt
Rogério Klafke
Tonico Nogueira

Referência(s): 
Feminino
Primeira fase
Grupo A
| V |  | Brasil | 69–56 | Canadá |  |  |  |

| V |  | Brasil | 82–68 | Rússia |  |  |  |

| V |  | Brasil | 100–80 | Japão |  |  |  |

| V |  | Brasil | 98–83 | China |  |  |  |

| V |  | Brasil | 75–73 | Itália |  |  |  |

Colocação no grupo: 1.° Q
Tabela - Grupo A
| Equipe | Jogos | Vitórias | Derrotas | Pontos pró | Pontos contra | Saldo de pontos | Pontuação |
| ------ | ----- | -------- | -------- | ---------- | ------------- | --------------- | --------- |
| Brasil | 5     | 5        | 0        | 424        | 360           | +64             | 10        |
| Rússia | 5     | 4        | 1        | 378        | 342           | +36             | 8         |
| Itália | 5     | 3        | 2        | 330        | 309           | +31             | 6         |
| Japão  | 5     | 2        | 3        | 365        | 396           | -31             | 4         |
| China  | 5     | 1        | 4        | 347        | 378           | -31             | 2         |
| Canadá | 5     | 0        | 5        | 293        | 352           | -59             | 0         |

|  | Classificados para as quartas |
|  | Disputa de 9.° a 12.°         |

Quartas de final
| V |  | Brasil | 101–69 | Cuba |  |  |  |

Semifinal
| V |  | Brasil | 81–60 | Ucrânia |  |  |  |

Final
| D |  | Estados Unidos | 111–87 | Brasil |  |  |  |

Colocação final: 2.°
Equipe:
Adriana Santos
Alessandra Santos
Branca Gonçalves
Cíntia Tuiú
Cláudia Pastor
Hortência Marcari
Janeth Arcain
Leila Sobral
Marta Sobral
Paula Gonçalves
Roseli Gustavo
Silvinha Luz

Referência(s): 

## Voleibol de praia
Masculino
| Atletas                    | Primeira rodada       | Segunda rodada                                       | Terceira rodada                                                                              | Oitavas de final      | Quartas de final      | Semifinal             | Disputa do Bronze     | Final                 | Colocação final | Referência(s) |
| Atletas                    | Adversários Resultado | Adversários Resultado                                | Adversários Resultado                                                                        | Adversários Resultado | Adversários Resultado | Adversários Resultado | Adversários Resultado | Adversários Resultado | Colocação final | Referência(s) |
| -------------------------- | --------------------- | ---------------------------------------------------- | -------------------------------------------------------------------------------------------- | --------------------- | --------------------- | --------------------- | --------------------- | --------------------- | --------------- | ------------- |
| Franco Neto Roberto Lopes  | Bye                   | CZE Marek Pakosta / Michal Palinek V 15-5            | ESP Javier Bosma / Sixto Jiménez D 9-15 repescagem NOR Bjørn Maaseide / Jan Kvalheim D 10-15 | Não avançou           | Não avançou           | Não avançou           | Não avançou           | Não avançou           | =9.°            | [ 31 ]        |
| Emanuel Rego Zé Marco Melo | Bye                   | FRA Christian Penigaud / Jean-Philippe Jodard V 15-1 | USA Michael Dodd / Mike Whitmarsh D 9-15 repescagem POR João Brenha / Miguel Maia D 12-15    | Não avançou           | Não avançou           | Não avançou           | Não avançou           | Não avançou           | =9.°            | [ 31 ]        |

Feminino
| Atletas                         | Primeira rodada       | Segunda rodada                                   | Terceira rodada                          | Quartas de final                                                                                    | Semifinal                                 | Disputa do Bronze     | Final                                                    | Colocação final | Referência(s) |
| Atletas                         | Adversárias Resultado | Adversárias Resultado                            | Adversárias Resultado                    | Adversárias Resultado                                                                               | Adversárias Resultado                     | Adversárias Resultado | Adversárias Resultado                                    | Colocação final | Referência(s) |
| ------------------------------- | --------------------- | ------------------------------------------------ | ---------------------------------------- | --------------------------------------------------------------------------------------------------- | ----------------------------------------- | --------------------- | -------------------------------------------------------- | --------------- | ------------- |
| Jacqueline Silva Sandra Pires   | Bye                   | INA Engel Kaize / Ni Rahayu V 15-2               | AUS Anita Spring / Liane Fenwick V 15-3  | BRA Adriana Samuel / Mônica Rodrigues V 15-4                                                        | USA Barbra Harris / Linda Hanley V 15-8   | _                     | BRA Adriana Samuel / Mônica Rodrigues V 2-0 (12-11•12-6) | 1.°             | [ 32 ]        |
| Adriana Samuel Mônica Rodrigues | Bye                   | ITA Annamaria Solazzi / Consuelo Turetta V 17-15 | USA Barbra Harris / Linda Hanley V 15-10 | BRA Jacqueline Silva / Sandra Pires D 4-15 Repescagem: JPN Sachiko Fujita / Yukiko Takahaski V 15-6 | AUS Kerri Pottharst / Natalie Cook V 15-3 | _                     | BRA Jacqueline Silva / Sandra Pires D 0-2 (11-12•6-12)   | 2.°             | [ 32 ]        |

## Boxe
Masculino
| Atleta                          | Modalidade              | 1ª Rodada                  | 2ª Rodada                        | 3ª Rodada            | Quartas de final         | Semifinal            | Final                | Colocação final | Referência(s) |
| Atleta                          | Modalidade              | Adversário Resultado       | Adversário Resultado             | Adversário Resultado | Adversário Resultado     | Adversário Resultado | Adversário Resultado | Colocação final | Referência(s) |
| ------------------------------- | ----------------------- | -------------------------- | -------------------------------- | -------------------- | ------------------------ | -------------------- | -------------------- | --------------- | ------------- |
| Rogério de Brito Dezorzi        | peso pena               | INA Nemo Bahari V 12-3     | CUB Lorenzo Aragon D 6-16        | Não avançou          | Não avançou              | Não avançou          | Não avançou          | =9.°            | [ 33 ]        |
| Agnaldo Nunes Magalhães         | peso leve               | PNG Henry Kungsi V 11+-11  | ALG Hocine Soltani D 1-11        | Não avançou          | Não avançou              | Não avançou          | Não avançou          | =9.°            | [ 34 ]        |
| Zely Ferreira dos Santos        | peso meio-médio-Ligeiro | IRL Francie Barrett D 7-32 | Não avançou                      | Não avançou          | Não avançou              | Não avançou          | Não avançou          | =17.°           | [ 35 ]        |
| Jorge Luiz de Melo Silva        | peso médio-ligeiro      | SEY Rival Cadeau D 7-22    | Não avançou                      | Não avançou          | Não avançou              | Não avançou          | Não avançou          | =17.°           | [ 36 ]        |
| José Ricardo Rodrigues da Silva | peso médio              | SAM Bob Gasio V 11-4       | USA Rhoshii Wells D 2-16         | Não avançou          | Não avançou              | Não avançou          | Não avançou          | =9.°            | [ 37 ]        |
| Daniel Bispo                    | peso meio-pesado        | SYR Khadour Adnan V 9-4    | FRA Jean-Louis Mandengue V RSC-1 | _                    | GER Thomas Ulrich D 7-14 | Não avançou          | Não avançou          | 7.°             | [ 38 ]        |

## Canoagem
Masculino
Slalom
| Atleta           | Modalidade | Preliminares        | Preliminares        | Preliminares    | Final               | Final               | Final           | Colocação final | Referência(s) |
| Atleta           | Modalidade | Corrida 1 Colocação | Corrida 2 Colocação | Total Colocação | Corrida 1 Colocação | Corrida 2 Colocação | Total Colocação | Colocação final | Referência(s) |
| ---------------- | ---------- | ------------------- | ------------------- | --------------- | ------------------- | ------------------- | --------------- | --------------- | ------------- |
| Gustavo Selbach  | K-1        | 168.33 28.°         | 162.48 23.°         | 162.48 32.°     | Não avançou         | Não avançou         | Não avançou     | 32.°            | [ 39 ]        |
| Leonardo Selbach | C-1        | 216.51 24.°         | 184.54 19.°         | 184.54 23.°     | Não avançou         | Não avançou         | Não avançou     | 23.°            | [ 40 ]        |

Velocidade
| Atleta             | Modalidade | Eliminatórias | Eliminatórias | Repescagem | Repescagem | Semifinal | Semifinal | Final       | Final       | Colocação final | Referência(s) |
| Atleta             | Modalidade | Resultado     | Colocação     | Resultado  | Colocação  | Resultado | Colocação | Resultado   | Colocação   | Colocação final | Referência(s) |
| ------------------ | ---------- | ------------- | ------------- | ---------- | ---------- | --------- | --------- | ----------- | ----------- | --------------- | ------------- |
| Sebastián Cuattrin | K-1 500 m  | 1:44.328      | 5.° R         | 1:44.204   | 4.° Q      | 1:43.045  | 9.°       | Não avançou | Não avançou | 17.°            | [ 41 ]        |
| Sebastián Cuattrin | K-1 1000 m | 3:49.308      | 5.° R         | 4:02.527   | 1.° Q      | 3:44.443  | 5.° q     | 3:34.669    | 8.°         | 8.°             | [ 42 ]        |

## Ciclismo
Masculino
Mountain bike cross-country
| Atleta         | Modalidade         | Resultado | Colocação | Referência(s) |
| -------------- | ------------------ | --------- | --------- | ------------- |
| Márcio Ravelli | 48.7 km individual | 2:45:36   | 27.°      | [ 43 ]        |
| Ivanir Lopes   | 48.7 km individual | 2:53:29   | 35.°      | [ 43 ]        |

Estrada
Velocidade
| Atleta                  | Modalidade         | Resultado | Colocação | Referência(s) |
| ----------------------- | ------------------ | --------- | --------- | ------------- |
| Mauro Ribeiro           | 52.2 km individual | 4:56:51   | 91.°      | [ 44 ]        |
| Hernandes Quadri Júnior | 52.2 km individual | DNF       | 168.°     | [ 44 ]        |
| Jamil Elias Suaiden     | 52.2 km individual | DNF       | 174.°     | [ 44 ]        |
| Márcio May              | 52.2 km individual | DNF       | 175.°     | [ 44 ]        |
| Daniel Rogelin          | 52.2 km individual | DNF       | 176.°     | [ 44 ]        |

Contrarrelógio
| Atleta                  | Modalidade         | Resultado | Colocação | Referência(s) |
| ----------------------- | ------------------ | --------- | --------- | ------------- |
| Hernandes Quadri Júnior | 52.2 km individual | 1:14:12   | 35.°      | [ 45 ]        |
| Valdir Lermen           | 52.2 km individual | 1:14:48   | 36.°      | [ 45 ]        |

## Hipismo
Aberto
Concurso completo de equitação
| Atleta                                                                      | Cavalo                                        | Modalidade           | Adestramento          | Cross-country         | Saltos                | Total                 | Fase 2                | Colocação final | Referência(s) |
| Atleta                                                                      | Cavalo                                        | Modalidade           | Penalidades Colocação | Penalidades Colocação | Penalidades Colocação | Penalidades Colocação | Penalidades Colocação | Colocação final | Referência(s) |
| --------------------------------------------------------------------------- | --------------------------------------------- | -------------------- | --------------------- | --------------------- | --------------------- | --------------------- | --------------------- | --------------- | ------------- |
| Artemus de Almeida                                                          | Buryand                                       | equitação individual | 51.60 =15.°           | 6.40 DQ 32.°          | DNS =20.°             | DNF 22.°              | NM DNF =21.°          | 22.°            | [ 46 ]        |
| André Luis Giovanini Luciano Miranda Drubi Serguei Fofanoff Sidney de Souza | Al do Beto Xilena Kaiser Eden Avalaon da Mata | equitação equipe     | 208.60 16.°           | 164.80 15.° DNF       | 6.25 15.° DNF         | 2174.45 15.° DNF      | 1306.20 13.°          | 15.°            | [ 47 ]        |

Concurso de saltos
| Atleta                                                                              | Cavalo                      | Modalidade        | Classificatória       | Classificatória       | Classificatória       | Classificatória       | Final                 | Final                 | Colocação final | Referência(s) |
| Atleta                                                                              | Cavalo                      | Modalidade        | Rodada 1              | Rodada 2              | Rodada 3              | Total                 | Rodada 1              | Rodada 2              | Colocação final | Referência(s) |
| Atleta                                                                              | Cavalo                      | Modalidade        | Penalidades Colocação | Penalidades Colocação | Penalidades Colocação | Penalidades Colocação | Penalidades Colocação | Penalidades Colocação | Colocação final | Referência(s) |
| ----------------------------------------------------------------------------------- | --------------------------- | ----------------- | --------------------- | --------------------- | --------------------- | --------------------- | --------------------- | --------------------- | --------------- | ------------- |
| Álvaro Doda de Miranda Neto                                                         | Aspen                       | saltos individual | 8.00 =40.°            | 0.25 9.°              | 8.00 =31.°            | 16.25 =23.° Q         | 4.00 8.°              | _                     | 8.°             | [ 48 ]        |
| Rodrigo Pessoa                                                                      | Tomboy                      | saltos individual | 1.25 11.°             | 0.00 =1.°             | 0.75 =12.00           | 2.00 =2.° Q           | 4.25 =9.°             | _                     | =9.°            | [ 48 ]        |
| André Johannpeter                                                                   | Calei                       | saltos individual | 8.25 =50.°            | 4.25 =22.°            | 8.00 =31              | 20.50 =34.° q         | 12 18.°               | _                     | 18.°            | [ 48 ]        |
| Luiz Felipe de Azevedo                                                              | Cassiana                    | saltos individual | 17.00 72.°            | 8.00 =26.°            | 4.00 =14.°            | 29.00 =48.°           | Não avançou           | _                     | =48.°           | [ 48 ]        |
| Álvaro Doda de Miranda Neto André Johannpeter Luiz Felipe de Azevedo Rodrigo Pessoa | Aspen Calei Cassiana Tomboy | saltos equipe     | _                     | _                     | _                     | _                     | 4.50 2.°              | 12.75 6.°             | 17.25 3.°       | [ 49 ]        |

## Futebol
Masculino
Primeira fase
Grupo D
| D |  | Japão | 1–0 | Brasil |  |  |  |

| V |  | Brasil | 3–1 | Hungria |  |  |  |

| V |  | Brasil | 1–0 | Nigéria |  |  |  |

Colocação no grupo: 1.° Q
Tabela - Grupo D
| Equipe  | Jogos | Vitórias | Empates | Derrotas | Gols pró | Gols contra | Saldo de gols | Pontos |
| ------- | ----- | -------- | ------- | -------- | -------- | ----------- | ------------- | ------ |
| Brasil  | 3     | 2        | 0       | 1        | 4        | 2           | +2            | 6      |
| Nigéria | 3     | 2        | 0       | 1        | 3        | 1           | +2            | 6      |
| Japão   | 3     | 2        | 0       | 1        | 4        | 4           | 0             | 6      |
| Hungria | 3     | 0        | 0       | 3        | 3        | 7           | -4            | 0      |

|  | Classificados para as quartas de final |

Quartas de final
| V |  | Brasil | 4–2 | Gana |  |  |  |

Semifinal
| D |  | Nigéria | 3–3 | Brasil | (ET>1-0•GS) |  |  |

Decisão do 3.° lugar
| V |  | Brasil | 5–0 | Portugal |  |  |  |

Colocação final: 3.°
Equipe:
Aldair Nascimento
Alexandre Amaral
André Luiz Moreira
Bebeto Gama
Danrlei Hinterholz
Dida da Silva
Flávio Conceição
Juninho Paulista
Luizão Goulart
Marcelinho Paulista
Narciso dos Santos
Rivaldo Borba
Roberto Carlos
Ronaldo Guiaro
Ronaldo Nazário
Sávio Pimentel
Zé Elias Moedim
Zé Maria Ferreira
André Cruz (suplente)
Giovanni Silva de Oliveira (suplente)
Paulo Jamelli (suplente) 
Rogério Ceni (suplente)

Referência(s): 
Feminino
Primeira fase
Grupo F
| E |  | Brasil | 2–2 | Noruega |  |  |  |

| V |  | Brasil | 2–0 | Japão |  |  |  |

| E |  | Brasil | 1–1 | Alemanha |  |  |  |

Colocação no grupo: 2.° Q
Tabela - Grupo F
| Equipe   | Jogos | Vitórias | Empates | Derrotas | Gols pró | Gols contra | Saldo de gols | Pontos |
| -------- | ----- | -------- | ------- | -------- | -------- | ----------- | ------------- | ------ |
| Noruega  | 3     | 2        | 1       | 0        | 9        | 4           | +5            | 7      |
| Brasil   | 3     | 1        | 2       | 0        | 5        | 3           | +2            | 5      |
| Alemanha | 3     | 1        | 1       | 1        | 6        | 6           | 0             | 4      |
| Japão    | 3     | 0        | 0       | 3        | 2        | 9           | -7            | 0      |

|  | Classificados para as semifinais |

Semifinal
| D |  | China | 3–2 | Brasil |  |  |  |

Decisão do 3.° lugar
| D |  | Noruega | 2–0 | Brasil |  |  |  |

Colocação final: 4.°
Equipe:
Delma Pretinha
Didi Maglione
Elane Rego
Kátia Cilene
Leda Maria Cozer
Márcia Taffarel
Marisa Pires Nogueira
Meg Pioresan
Michael Jackson
Miraíldes Formiga
Nenê Cavalcanti
Nildinha Ismael
Rosilane Fanta
Roseli de Belo
Sissi Lima
Sônia Roque
Suzy Bittencourt
Tânia Maranhão

Referência(s): 

## Handebol
Masculino
Primeira fase
Grupo B
| D |  | Alemanha | 30–20 | Brasil |  |  |  |

| D |  | Egito | 31–20 | Brasil |  |  |  |

| D |  | França | 37–23 | Brasil |  |  |  |

| D |  | Espanha | 27–17 | Brasil |  |  |  |

| E |  | Argélia | 20–20 | Brasil |  |  |  |

Colocação no grupo: 6.°
Tabela - Grupo B
| Equipe   | Jogos | Vitórias | Empates | Derrotas | Gols pró | Gols contra | Saldo de gols | Pontos |
| -------- | ----- | -------- | ------- | -------- | -------- | ----------- | ------------- | ------ |
| França   | 5     | 4        | 0       | 1        | 145      | 114         | +31           | 8      |
| Espanha  | 5     | 4        | 0       | 1        | 114      | 97          | +17           | 8      |
| Egito    | 5     | 3        | 0       | 2        | 113      | 103         | +10           | 6      |
| Alemanha | 5     | 3        | 0       | 2        | 121      | 112         | +6            | 6      |
| Argélia  | 5     | 0        | 1       | 4        | 95       | 117         | -22           | 1      |
| Brasil   | 5     | 0        | 1       | 4        | 100      | 145         | -45           | 1      |

|  | Classificados para as semifinais |
|  | Disputa de 5.° a 12.°            |

Disputa do 11.° lugar
| V |  | Brasil | 31–25 | Kuwait |  |  |  |

Colocação final: 12.°
Equipe:
Agberto Correa de Matos
Carlos Luciano Menta Ertel
Cezar Cachorrão Stelzner de Lima
Daniel Pinheiro de Andrade
Edison Testão Alves Freire
Fausto José Steinwandter
Ivan Bruno Macarrão Maziero
Ivan Petrolina Raimundo Pinheiro
José Ronaldo SB do Nascimento
Marcelo Xexa Minhoto Ferraz de Sampaio
Marquinhos Cezar
Miltinho Fonseca Pelissari
Osvaldo Jabá Inocente Filho
Paulo Rogério Moratore
Rodrigo Hoffelder
Winglitton China Rocha Barros

Referência(s): 

## Judô
Masculino
| Atleta                      | Modalidade       | Chave | Rodada 1             | Rodada 2                              | Rodada 3             | Quartas de final                   | Semifinal                    | Final de chave            | Repescagem                                             | Disputa de 3.°                 | Final                | Colocação final | Referência(s) |
| Atleta                      | Modalidade       | Chave | Adversário Resultado | Adversário Resultado                  | Adversário Resultado | Adversário Resultado               | Adversário Resultado         | Adversário Resultado      | Adversário Resultado                                   | Adversário Resultado           | Adversário Resultado | Colocação final | Referência(s) |
| --------------------------- | ---------------- | ----- | -------------------- | ------------------------------------- | -------------------- | ---------------------------------- | ---------------------------- | ------------------------- | ------------------------------------------------------ | ------------------------------ | -------------------- | --------------- | ------------- |
| Alexandre de Almeida Garcia | peso ligeiro     | A     | Bye                  | UZB Alisher Mukhtarov D Yuko          | Não avançou          | Não avançou                        | Não avançou                  | Não avançou               | Não avançou                                            | Não avançou                    | Não avançou          | =21.°           | [ 53 ]        |
| Henrique Guimarães          | peso meio-leve   | B     | Bye                  | FRA Larbi Benboudaoud V Koka          | _                    | KOR Sung-Hoon Lee V Yusei-gachi    | HUN József Csák D Yuko       | _                         | RSA Duncan MacKinnon V Waza-ari BUL Ivan Netov V Ippon | BEL Phillip Laats V Sogo-gachi | _                    | =3.°            | [ 54 ]        |
| Sebastian Pereira           | peso leve        | B     | Bye                  | FRA Christophe Gagliano V Yusei-gachi | _                    | TUR Salim Abanoz V Yuko            | NZL Steve Corkin V Ippon     | KOR Dae-Sung Gwak D Ippon | _                                                      | USA James Pedro D Ippon        | _                    | =5.°            | [ 55 ]        |
| Flávio Canto                | peso meio-médio  | A     | Bye                  | HAI Adler Volmar V Ippon              | _                    | MON Thierry Vatrican V Ippon       | JPN Toshihiko Koga D Ippon   | _                         | TPE Wei-Yu Lo V Ippon GEO Soso Lip'art'eliani D Ippon  | Não avançou                    | Não avançou          | =7.°            | [ 56 ]        |
| Edelmar Branco Zanol        | peso médio       | B     | Bye                  | GEO Georgi Tsmindashvili V Yuko       | _                    | GER Marko Spittka D Keikoku        | _                            | _                         | KAZ Sergey Alimzhanov V Yuko CAN Nicolas Gill D Ippon  | Não avançou                    | Não avançou          | =9.°            | [ 57 ]        |
| Aurélio Miguel              | peso meio-pesado | A     | Bye                  | ARG Alejandro Bender V Ippon          | _                    | KAZ Sergey Shakimov V Hansoku-make | MRI Antonio Felicite V Ippon | POL Pawel Nastula D Chui  | _                                                      | NED Ben Sonnemans V Ippon      | _                    | =3.°            | [ 58 ]        |
| Frederico Flexa             | peso pesado      | B     | Bye                  | THA Pitak Kampita V Ippon             | _                    | RUS Sergei Kosorotov D Ippon       | Não avançou                  | Não avançou               | Não avançou                                            | Não avançou                    | Não avançou          | =17.°           | [ 59 ]        |

Feminino
| Atleta                 | Modalidade      | Chave | Rodada 1                           | Rodada 2                       | Rodada 3             | Quartas de final              | Semifinal            | Final de chave       | Repescagem                                      | Disputa de 3.°       | Final                | Colocação final | Referência(s) |
| Atleta                 | Modalidade      | Chave | Adversário Resultado               | Adversário Resultado           | Adversário Resultado | Adversário Resultado          | Adversário Resultado | Adversário Resultado | Adversário Resultado                            | Adversário Resultado | Adversário Resultado | Colocação final | Referência(s) |
| ---------------------- | --------------- | ----- | ---------------------------------- | ------------------------------ | -------------------- | ----------------------------- | -------------------- | -------------------- | ----------------------------------------------- | -------------------- | -------------------- | --------------- | ------------- |
| Andrea Berti Rodrigues | peso ligeiro    | A     | ITA Giovanna Tortora D Yusei-gachi | Não avançou                    | Não avançou          | Não avançou                   | Não avançou          | Não avançou          | Não avançou                                     | Não avançou          | Não avançou          | =19.°           | [ 60 ]        |
| Danielle Zangrando     | peso leve       | A     | bye                                | _                              | _                    | HUN Maria Pekli D Yusei-gachi | Não avançou          | Não avançou          | Não avançou                                     | Não avançou          | Não avançou          | =16.°           | [ 61 ]        |
| Cristiane Parmigiano   | peso meio-médio | A     | TUR İlknur Kobaş D Ippon           | Não avançou                    | Não avançou          | Não avançou                   | Não avançou          | Não avançou          | Não avançou                                     | Não avançou          | Não avançou          | =20.°           | [ 62 ]        |
| Rosicleia Campos       | peso médio      | A     | KOR Min-Seon Jo D Ippon            | _                              | _                    | _                             | _                    | _                    | CHN Xianbo Wang D Yuko                          | Não avançou          | Não avançou          | 13.°            | [ 63 ]        |
| Edinanci Silva         | peso pesado     | A     | JPN Noriko Anno V Ippon            | RUS Svetlana Gundarenko D Yuko | _                    | _                             | _                    | _                    | HUN Éva Gránitz V Ippon GER Johanna Hagn D Yuko | Não avançou          | Não avançou          | =7.°            | [ 64 ]        |

## Remo
Masculino
| Atleta                                                                                    | Modalidade        | Eliminatórias | Eliminatórias | Repescagem | Repescagem | Semifinal   | Semifinal   | Final       | Final       | Colocação final | Referência(s) |
| Atleta                                                                                    | Modalidade        | Resultado     | Colocação     | Resultado  | Colocação  | Resultado   | Colocação   | Resultado   | Colocação   | Colocação final | Referência(s) |
| ----------------------------------------------------------------------------------------- | ----------------- | ------------- | ------------- | ---------- | ---------- | ----------- | ----------- | ----------- | ----------- | --------------- | ------------- |
| Dirceu Marinho Marcelus Marcili                                                           | esquife duplo     | 6:49.92       | 3.° R         | 6:56.93    | 3.° RR     | 6:52.73     | 3.° FC      | 6:47.12     | 3.° FC      | 15.°            | [ 65 ]        |
| Alexandre Altair Soares André Vorraber Costa Giovanni Della Valentina Oswaldo Kuster Neto | esquife quádruplo | 6:36.60       | 5.° R         | 6:12.86    | 5.°        | Não avançou | Não avançou | Não avançou | Não avançou | 14.°            | [ 66 ]        |

## Vela
Masculino
| Atleta                                  | Modalidade                | Regatas             | Regatas             | Regatas             | Regatas             | Regatas             | Regatas             | Regatas             | Regatas             | Regatas                        | Regatas                     | Regatas                    | Colocação final     | Referência(s) |
| Atleta                                  | Modalidade                | 1                   | 2                   | 3                   | 4                   | 5                   | 6                   | 7                   | 8                   | 9 (regata da medalha) windsurf | 10 (regata da medalha) finn | 11 (regata da medalha) 470 | Colocação final     | Referência(s) |
| Atleta                                  | Modalidade                | Pontuação Colocação | Pontuação Colocação | Pontuação Colocação | Pontuação Colocação | Pontuação Colocação | Pontuação Colocação | Pontuação Colocação | Pontuação Colocação | Pontuação Colocação            | Pontuação Colocação         | Pontuação Colocação        | Pontuação Colocação | Referência(s) |
| --------------------------------------- | ------------------------- | ------------------- | ------------------- | ------------------- | ------------------- | ------------------- | ------------------- | ------------------- | ------------------- | ------------------------------ | --------------------------- | -------------------------- | ------------------- | ------------- |
| Yuri Taguti                             | classe windsurf (mistral) | 37.00 37.°          | 24.00 24.°          | 20.00 20.°          | 16.00 16.°          | 32.00 32.°          | 20.00 20.°          | 29.00 29.°          | 37.00 37.°          | 33.00 33.°                     | _                           | _                          | 211.00/174.00 29.°  | [ 67 ]        |
| Christoph Bergmann                      | classe finn               | 19.00 19.°          | 2.00 2.°            | 9.00 9.°            | 1.00 1.°            | 5.00 5.°            | 20.00 20.°          | 8.00 8.°            | 21.00 21.°          | 19.00 19.°                     | 16.00 16.°                  | _                          | 120.00/79.00 10.°   | [ 68 ]        |
| Leonardo Espíndola Santos Rodrigo Amado | classe 470                | 26.00 26.°          | 32.00 32.°          | 23.00 23.°          | 24.00 24.°          | 18.00 18.°          | 37.00 PMS =32.°     | 25.00 25.°          | 25.00 25.°          | 12.00 12.°                     | 18.00 18.°                  | 29.00 29.°                 | 269.00/200.00 29.°  | [ 69 ]        |

Feminino
| Atleta           | Modalidade                | Regatas             | Regatas             | Regatas             | Regatas             | Regatas             | Regatas             | Regatas             | Regatas             | Regatas                        | Regatas             | Regatas                       | Colocação final     | Referência(s) |
| Atleta           | Modalidade                | 1                   | 2                   | 3                   | 4                   | 5                   | 6                   | 7                   | 8                   | 9 (regata da medalha) windsurf | 10                  | 11 (regata da medalha) europa | Colocação final     | Referência(s) |
| Atleta           | Modalidade                | Pontuação Colocação | Pontuação Colocação | Pontuação Colocação | Pontuação Colocação | Pontuação Colocação | Pontuação Colocação | Pontuação Colocação | Pontuação Colocação | Pontuação Colocação            | Pontuação Colocação | Pontuação Colocação           | Pontuação Colocação | Referência(s) |
| ---------------- | ------------------------- | ------------------- | ------------------- | ------------------- | ------------------- | ------------------- | ------------------- | ------------------- | ------------------- | ------------------------------ | ------------------- | ----------------------------- | ------------------- | ------------- |
| Christina Forte  | classe windsurf (mistral) | 19.00 19.°          | 24.00 24.°          | 23.00 23.°          | 23.00 23.°          | 28.00 DNS 27.°      | 28.00 DNS 27.°      | 28.00 DNS 27.°      | 28.00 DNS 27.°      | 28.00 DNS 27.°                 | _                   | _                             | 229.00/173.00 26.°  | [ 70 ]        |
| Márcia Pellicano | classe europa             | 19.00 19.°          | 20.00 20.°          | 17.00 17.°          | 16.00 16.°          | 9.00 9.°            | 8.00 8.°            | 7.00 7.°            | 16.00 16.°          | 11.00 11.°                     | 13.00 13.°          | 10.00 10.°                    | 146.00/107.00 16.°  | [ 71 ]        |

Aberto
| Atleta                                            | Modalidade     | Regatas             | Regatas             | Regatas             | Regatas             | Regatas             | Regatas             | Regatas             | Regatas             | Regatas             | Regatas                     | Regatas                                | Colocação final     | Referência(s) |
| Atleta                                            | Modalidade     | 1                   | 2                   | 3                   | 4                   | 5                   | 6                   | 7                   | 8                   | 9                   | 10 (regata da medalha) star | 11 (regata da medalha) laser e tornado | Colocação final     | Referência(s) |
| Atleta                                            | Modalidade     | Pontuação Colocação | Pontuação Colocação | Pontuação Colocação | Pontuação Colocação | Pontuação Colocação | Pontuação Colocação | Pontuação Colocação | Pontuação Colocação | Pontuação Colocação | Pontuação Colocação         | Pontuação Colocação                    | Pontuação Colocação | Referência(s) |
| ------------------------------------------------- | -------------- | ------------------- | ------------------- | ------------------- | ------------------- | ------------------- | ------------------- | ------------------- | ------------------- | ------------------- | --------------------------- | -------------------------------------- | ------------------- | ------------- |
| Robert Scheidt                                    | classe laser   | 2.00 2.°            | 9.00 9.°            | 3.00 3.°            | 6.00 6.°            | 1.00 1.°            | 3.00 3.°            | 7.00 7.°            | 2.00 2.°            | 1.00 1.°            | 1.00 1.°                    | 92.00/57.00 DQ =48.°                   | 26.00 1.°           | [ 72 ]        |
| Marcelo Ferreira Torben Grael                     | Star           | 1.00 1.°            | 6.00 6.°            | 2.00 2.°            | 7.00 7.°            | 1.00 1.°            | 4.00 4.°            | 9.00 9.°            | 2.00 2.°            | 6.00 6.°            | 3.00 3.°                    | _                                      | 41.00/25.00 1.°     | [ 73 ]        |
| Kiko Pelicano Lars Grael                          | classe tornado | 12.00 12.°          | 16.00 16.°          | 1.00 1.°            | 8.00 8.°            | 6.00 6.°            | 8.00 8.°            | 2.00 2.°            | 5.00 5.°            | 3.00 3.°            | 7.00 7.°                    | 3.00 3.°                               | 71.00/43.00 3.°     | [ 74 ]        |
| Daniel Glomb Edson de Araújo Júnior Marcelo Reitz | classe soling  | 23.00 DQ =19.°      | 17.00 17.°          | 20.00 20.°          | 23.0 PMS0 =19.°     | 17.00 17.°          | 14.00 14.°          | 19.00 19.°          | 23.00 PMS =18.°     | 19.00 19.°          | 6.00 6.°                    | Não avançou (*)                        | 181.00/135.00 21.°  | [ 75 ]        |

(*) Ao invés de regata da medalha, a classe soling teve uma segunda fase com as 6 melhores classificadas após 10 regatas, semelhante aos Jogos de 1992, porém dessa vez em formato de play-offs.

## Tiro esportivo
Masculino
| Atleta       | Modalidade     | Classificatória | Classificatória | Final       | Final     | Referência(s) |
| Atleta       | Modalidade     | Resultado       | Colocação       | Resultado   | Colocação | Referência(s) |
| ------------ | -------------- | --------------- | --------------- | ----------- | --------- | ------------- |
| Jean Labatut | fossa Olímpica | 119.00          | =20.°           | Não avançou | =20.°     | [ 76 ]        |

## Natação
Masculino
| Atleta                                                           | Modalidade      | Eliminatória | Eliminatória | Semifinal   | Semifinal   | Final       | Final     | Referência(s) |
| Atleta                                                           | Modalidade      | Resultado    | Colocação    | Resultado   | Colocação   | Resultado   | Colocação | Referência(s) |
| ---------------------------------------------------------------- | --------------- | ------------ | ------------ | ----------- | ----------- | ----------- | --------- | ------------- |
| Gustavo Borges                                                   | 50 m livre      | 22.86        | 5.° q FB     | _           | _           | 22.92 FB    | =12.°     | [ 77 ]        |
| Gustavo Borges                                                   | 100 m livre     | 49.17        | 2.° Q FA     | _           | _           | 49.02       | 3.°       | [ 78 ]        |
| Gustavo Borges                                                   | 200 m livre     | 1:49.00      | 2.° Q FA     | _           | _           | 1:48.08     | 2.°       | [ 79 ]        |
| Fernando Scherer                                                 | 50 m livre      | 22.68        | 3.° Q FA     | _           | _           | 22.29       | 3.°       | [ 80 ]        |
| Fernando Scherer                                                 | 100 m livre     | 49.79        | 3.° Q FA     | _           | _           | 49.57       | 5.°       | [ 81 ]        |
| Luiz Lima                                                        | 400 m livre     | 3:56.43      | 6.°          | Não avançou | Não avançou | Não avançou | 18.°      | [ 82 ]        |
| Luiz Lima                                                        | 1500 m livre    | 15:24.16     | 3.°          | Não avançou | Não avançou | Não avançou | 11.°      | [ 83 ]        |
| Rogério Romero                                                   | 100 m costas    | 56.94        | 4.°          | Não avançou | Não avançou | Não avançou | 24.°      | [ 84 ]        |
| Rogério Romero                                                   | 200 m costas    | 2:03.49      | 2.° q FB     | _           | _           | 2:03.20     | 15.°      | [ 85 ]        |
| André Teixeira                                                   | 100 m borboleta | 55.23        | 1.°          | Não avançou | Não avançou | Não avançou | 32.°      | [ 86 ]        |
| Alexandre Massura André Cordeiro Fernando Scherer Gustavo Borges | 4×100 m livre   | 3:20.21      | 2.° Q        | _           | _           | 3:18.30     | 4.°       | [ 87 ]        |
| André Teixeira Cassiano Leal Fernando Saez Luiz Lima             | 4×200 m livre   | 7:28.82      | 3.°          | Não avançou | Não avançou | Não avançou | 10.°      | [ 88 ]        |

Feminino
| Atleta         | Modalidade      | Eliminatória | Eliminatória | Semifinal   | Semifinal   | Final       | Final     | Referência(s) |
| Atleta         | Modalidade      | Resultado    | Colocação    | Resultado   | Colocação   | Resultado   | Colocação | Referência(s) |
| -------------- | --------------- | ------------ | ------------ | ----------- | ----------- | ----------- | --------- | ------------- |
| Gabrielle Rose | 100 m livre     | 57.16        | 2.°          | Não avançou | Não avançou | Não avançou | 23.°      | [ 89 ]        |
| Gabrielle Rose | 100 m borboleta | 1:01.22      | 4.° q FB     | _           | _           | 1:01.39     | 14.°      | [ 90 ]        |
| Gabrielle Rose | 200 m medley    | 2:18.99      | 6.°          | Não avançou | Não avançou | Não avançou | 22.°      | [ 91 ]        |

## Tênis de mesa
Masculino
| Atleta                             | Modalidade | Fase de grupos            | Décimas sextas de final | Oitavas de final     | Quartas de final     | Semifinal            | Final                | Final           | Referência(s) |
| Atleta                             | Modalidade | Colocação                 | Adversário Resultado    | Adversário Resultado | Adversário Resultado | Adversário Resultado | Adversário Resultado | Colocação final | Referência(s) |
| ---------------------------------- | ---------- | ------------------------- | ----------------------- | -------------------- | -------------------- | -------------------- | -------------------- | --------------- | ------------- |
| Hugo Hoyama                        | simples    | GK 3V-0D Games: 6-1 1.° Q | CZE Petr Korbel D 2–3   | Não avançou          | Não avançou          | Não avançou          | Não avançou          | =9.°            | [ 92 ]        |
| Giuliano Flint Peixoto Hugo Hoyama | duplas     | GE 0V-3D Games: 1-6 4.°   | Não avançou             | Não avançou          | Não avançou          | Não avançou          | Não avançou          | =25.°           | [ 93 ]        |

Feminino
| Atleta                    | Modalidade | Fase de grupos          | Décimas sextas de final | Oitavas de final     | Quartas de final     | Semifinal            | Final                | Final           | Referência(s) |
| Atleta                    | Modalidade | Colocação               | Adversário Resultado    | Adversário Resultado | Adversário Resultado | Adversário Resultado | Adversário Resultado | Colocação final | Referência(s) |
| ------------------------- | ---------- | ----------------------- | ----------------------- | -------------------- | -------------------- | -------------------- | -------------------- | --------------- | ------------- |
| Lyanne Kosaka             | simples    | GP 1V-2D Games: 3-5 2.° | Não avançou             | Não avançou          | Não avançou          | Não avançou          | Não avançou          | =17.°           | [ 94 ]        |
| Monica Doti               | simples    | GO 0V-3D Games: 0-6 4.° | Não avançou             | Não avançou          | Não avançou          | Não avançou          | Não avançou          | =49.°           | [ 94 ]        |
| Lyanne Kosaka Monica Doti | duplas     | GF 0V-3D Games: 0-6 4.° | Não avançou             | Não avançou          | Não avançou          | Não avançou          | Não avançou          | =25.°           | [ 95 ]        |

## Tênis
Masculino
| Atleta            | Modalidade | Trigésimas segundas de final            | Décimas sextas de final            | Oitavas de final                             | Quartas de final                          | Semifinal                             | Decisão do bronze                    | Final                | Colocação | Referência(s) |
| Atleta            | Modalidade | Adversário Resultado                    | Adversário Resultado               | Adversário Resultado                         | Adversário Resultado                      | Adversário Resultado                  | Adversário Resultado                 | Adversário Resultado | Colocação | Referência(s) |
| ----------------- | ---------- | --------------------------------------- | ---------------------------------- | -------------------------------------------- | ----------------------------------------- | ------------------------------------- | ------------------------------------ | -------------------- | --------- | ------------- |
| Fernando Meligeni | simples    | ITA Stefano Pescosolido V 2-0 (6–4•6–2) | ESP Albert Costa V 2-0 (76–65•6–4) | AUS Mark Philippoussis V 2-1 (79–67•4–6•8–6) | RUS Andrei Olhovskiy V 2-1 (65–7•7–5•6–3) | ESP Sergi Bruguera D 0-2 (69–711•2–6) | IND Leander Paes D 1-2 (6–3•2–6•4–6) | _                    | 4.°       | [ 96 ]        |

Feminino
| Atleta                          | Modalidade | Trigésimas segundas de final | Décimas sextas de final                                   | Oitavas de final     | Quartas de final     | Semifinal            | Decisão do bronze    | Final                | Colocação | Referência(s) |
| Atleta                          | Modalidade | Adversário Resultado         | Adversário Resultado                                      | Adversário Resultado | Adversário Resultado | Adversário Resultado | Adversário Resultado | Adversário Resultado | Colocação | Referência(s) |
| ------------------------------- | ---------- | ---------------------------- | --------------------------------------------------------- | -------------------- | -------------------- | -------------------- | -------------------- | -------------------- | --------- | ------------- |
| Miriam D'Agostini Vanessa Menga | duplas     | _                            | BLR Natasha Zvereva Olga Barabanshchikova D 0-2 (2–6•3–6) | Não avançou          | Não avançou          | Não avançou          | Não avançou          | Não avançou          | =17.°     | [ 97 ]        |

## Voleibol
Masculino
Primeira fase
Grupo A
| D |  | Argentina | 3–1 | Brasil | (9-15•15-8•16-14•15-6) |  |  |

| D |  | Bulgária | 3–0 | Brasil | (15-11•15-13•15-8) |  |  |

| V |  | Brasil | 3–0 | Polónia | (15-7•15-11•15-8) |  |  |

| V |  | Brasil | 3–0 | Estados Unidos | (15-11•15-11•15-7) |  |  |

| V |  | Brasil | 3–0 | Cuba | (15-11•15-10•15-11) |  |  |

Colocação no grupo: 2.° Q
Tabela - Grupo A
| Equipe         | Jogos | Vitórias | Derrotas | Sets pró | Sets contra | Saldo de sets | Pontos |
| -------------- | ----- | -------- | -------- | -------- | ----------- | ------------- | ------ |
| Cuba           | 5     | 4        | 1        | 12       | 5           | +7            | 9      |
| Brasil         | 5     | 3        | 2        | 10       | 6           | +4            | 8      |
| Bulgária       | 5     | 3        | 2        | 10       | 8           | +2            | 8      |
| Argentina      | 5     | 3        | 2        | 9        | 9           | 0             | 8      |
| Estados Unidos | 5     | 2        | 3        | 10       | 9           | +1            | 7      |
| Polónia        | 5     | 0        | 5        | 1        | 15          | -10           | 5      |

|  | Classificados para as quartas de final |

Quartas de final
| D |  | Sérvia e Montenegro | 3–2 | Brasil | (15-6•15-5•8-15•14-16•15-10) |  |  |

Torneio de 5.° a 8.°
| V |  | Brasil | 3–1 | Argentina | (15-10•15-3•13-15•15-9) |  |  |

Disputa do 5.° lugar
| V |  | Brasil | 3–0 | Cuba | (15-12•16-14•16-14) |  |  |

Colocação final: 5.°
Equipe:
Carlão Gouveia
Carlos Schwanke
Fábio Pinha Marcelino
Gílson Mão-de-Pilão
Giovane Gávio
Leandro Pereira
Marcelo Negrão
Maurício Lima
Max Jéferson
Nalbert Bitencourt
Paulão Jukoski
Tande Samuel

Referência(s): 
Feminino
Primeira fase
Grupo B
| V |  | Brasil | 3–0 | Peru | (15-7•15-1•15-5) |  |  |

| V |  | Brasil | 3–0 | Cuba | (15-11•15-10•15-4) |  |  |

| V |  | Brasil | 3–0 | Rússia | (15-3•15-11•15-13) |  |  |

| V |  | Brasil | 3–0 | Canadá | (15-6•15-6•15-11) |  |  |

| V |  | Brasil | 3–1 | Alemanha | (15-4•13-15•15-6•15-8) |  |  |

Colocação no grupo: 1.° Q
Tabela - Grupo A
| Equipe   | Jogos | Vitórias | Derrotas | Sets pró | Sets contra | Saldo de sets | Pontos |
| -------- | ----- | -------- | -------- | -------- | ----------- | ------------- | ------ |
| Brasil   | 5     | 5        | 0        | 15       | 1           | +14           | 10     |
| Rússia   | 5     | 4        | 1        | 12       | 4           | +8            | 9      |
| Cuba     | 5     | 3        | 2        | 10       | 6           | +4            | 8      |
| Alemanha | 5     | 2        | 3        | 7        | 9           | -2            | 7      |
| Canadá   | 5     | 1        | 4        | 3        | 14          | -11           | 6      |
| Peru     | 5     | 0        | 5        | 2        | 15          | -13           | 5      |

|  | Classificados para as quartas de final |

Quartas de final
| V |  | Brasil | 3–0 | Coreia do Sul | (15-4•15-2•15-10) |  |  |

Semifinal
| D |  | Cuba | 3–2 | Brasil | (5-15•15-8•10-15•15-13•15-12) |  |  |

Decisão do 3.° lugar
| V |  | Brasil | 3–2 | Rússia | (15-4•13-15•16-14•6-15•15-8) |  |  |

Colocação final: 3.°
Equipe:
Ana Flávia Sanglard
Ana Moser
Ana Paula Henkel
Fernanda Venturini
Filó Bodziak
Hélia Fofão
Hilma Caldeira
Ida Álvares
Leila Barros
Márcia Fu
Sandra Suruagy
Virna Dias

Referência(s): 

## Levantamento de peso
Masculino
| Atleta                        | Modalidade                  | Arranco   | Arranco   | Arremesso | Arremesso | Total  | Colocação final | Referência(s) |
| Atleta                        | Modalidade                  | Resultado | Colocação | Resultado | Colocação | Total  | Colocação final | Referência(s) |
| ----------------------------- | --------------------------- | --------- | --------- | --------- | --------- | ------ | --------------- | ------------- |
| Emilson Dimas da Silva Dantas | peso sub-pesado (até 99 kg) | 152.50    | =20.°     | 182.50    | 21.°      | 335.00 | 21.°            | [ 100 ]       |

## Multimedalhistas
Nesta seção listam-se os atletas brasileiros detentores de pelo menos 2 pódios Olímpicos, desde as edições pregressas, até essa edição. A ordem de classificação se segue pelos seguintes critérios:
1. Maior número de medalhas de ouro;
2. Maior número de medalhas de prata;
3. Maior número de medalhas de bronze;
4. Conquista mais antiga;
5. Esporte ou modalidade mais antiga no programa Olímpico;
6. Ordem alfabética.

| Posição | Atleta                    | Esporte        | Ouro | Prata | Bronze | Jogos            | Medalha de ouro | Medalha de prata | Medalha de bronze | Total de medalhas |
| ------- | ------------------------- | -------------- | ---- | ----- | ------ | ---------------- | --------------- | ---------------- | ----------------- | ----------------- |
| 1.°     | Adhemar Ferreira da Silva | Atletismo      | 2    | 0     | 0      | Helsinque 1952   | 1               | 0                | 0                 | 2                 |
| 1.°     | Adhemar Ferreira da Silva | Atletismo      | 2    | 0     | 0      | Melbourne 1956   | 1               | 0                | 0                 | 2                 |
| 2.°     | Torben Grael              | Vela           | 1    | 1     | 1      | Los Angeles 1984 | 0               | 1                | 0                 | 3                 |
| 2.°     | Torben Grael              | Vela           | 1    | 1     | 1      | Seul 1988        | 0               | 0                | 1                 | 3                 |
| 2.°     | Torben Grael              | Vela           | 1    | 1     | 1      | Barcelona 1992   | 1               | 0                | 0                 | 3                 |
| 3.°     | Joaquim Cruz              | Atletismo      | 1    | 1     | 0      | Los Angeles 1984 | 1               | 0                | 0                 | 2                 |
| 3.°     | Joaquim Cruz              | Atletismo      | 1    | 1     | 0      | Seul 1988        | 0               | 1                | 0                 | 2                 |
| 4.°     | Amauri Ribeiro            | Vôlei          | 1    | 1     | 0      | Los Angeles 1984 | 0               | 1                | 0                 | 2                 |
| 4.°     | Amauri Ribeiro            | Vôlei          | 1    | 1     | 0      | Atlanta 1996     | 1               | 0                | 0                 | 2                 |
| 5.°     | Guilherme Paraense        | Tiro esportivo | 1    | 0     | 1      | Antuérpia 1920   | 1               | 0                | 1                 | 2                 |
| 6.°     | Aurélio Miguel            | Judô           | 1    | 0     | 1      | Seul 1988        | 1               | 0                | 0                 | 2                 |
| 6.°     | Aurélio Miguel            | Judô           | 1    | 0     | 1      | Atlanta 1996     | 0               | 0                | 1                 | 2                 |
| 7.°     | Gustavo Borges            | Natação        | 0    | 2     | 1      | Barcelona 1992   | 0               | 1                | 0                 | 3                 |
| 7.°     | Gustavo Borges            | Natação        | 0    | 2     | 1      | Atlanta 1996     | 0               | 1                | 1                 | 3                 |
| 8.°     | Ademir Roque              | Futebol        | 0    | 2     | 0      | Los Angeles 1984 | 0               | 1                | 0                 | 2                 |
| 8.°     | Ademir Roque              | Futebol        | 0    | 2     | 0      | Seul 1988        | 0               | 1                | 0                 | 2                 |
| 9.°     | Luiz Carlos Winck         | Futebol        | 0    | 2     | 0      | Los Angeles 1984 | 0               | 1                | 0                 | 2                 |
| 9.°     | Luiz Carlos Winck         | Futebol        | 0    | 2     | 0      | Seul 1988        | 0               | 1                | 0                 | 2                 |
| 10.°    | Afrânio da Costa          | Tiro esportivo | 0    | 1     | 1      | Antuérpia 1920   | 0               | 1                | 1                 | 2                 |
| 11.°    | Nelson Prudêncio          | Atletismo      | 0    | 1     | 1      | México 1968      | 0               | 1                | 0                 | 2                 |
| 11.°    | Nelson Prudêncio          | Atletismo      | 0    | 1     | 1      | Munique 1972     | 0               | 0                | 1                 | 2                 |
| 12.°    | Bebeto Gama               | Futebol        | 0    | 1     | 1      | Seul 1988        | 0               | 1                | 0                 | 2                 |
| 12.°    | Bebeto Gama               | Futebol        | 0    | 1     | 1      | Atlanta 1996     | 0               | 0                | 1                 | 2                 |
| 13.°    | Zenny Algodão             | Basquete       | 0    | 0     | 2      | Londres 1948     | 0               | 0                | 1                 | 2                 |
| 13.°    | Zenny Algodão             | Basquete       | 0    | 0     | 2      | Roma 1960        | 0               | 0                | 1                 | 2                 |
| 14.°    | Amaury Pasos              | Basquete       | 0    | 0     | 2      | Roma 1960        | 0               | 0                | 1                 | 2                 |
| 14.°    | Amaury Pasos              | Basquete       | 0    | 0     | 2      | Tóquio 1964      | 0               | 0                | 1                 | 2                 |
| 15.°    | Antonio Sucar             | Basquete       | 0    | 0     | 2      | Roma 1960        | 0               | 0                | 1                 | 2                 |
| 15.°    | Antonio Sucar             | Basquete       | 0    | 0     | 2      | Tóquio 1964      | 0               | 0                | 1                 | 2                 |
| 16.°    | Carlos Mosquito           | Basquete       | 0    | 0     | 2      | Roma 1960        | 0               | 0                | 1                 | 2                 |
| 16.°    | Carlos Mosquito           | Basquete       | 0    | 0     | 2      | Tóquio 1964      | 0               | 0                | 1                 | 2                 |
| 17.°    | Carmo Rosa Branca         | Basquete       | 0    | 0     | 2      | Roma 1960        | 0               | 0                | 1                 | 2                 |
| 17.°    | Carmo Rosa Branca         | Basquete       | 0    | 0     | 2      | Tóquio 1964      | 0               | 0                | 1                 | 2                 |
| 18.°    | Edson Bispo               | Basquete       | 0    | 0     | 2      | Roma 1960        | 0               | 0                | 1                 | 2                 |
| 18.°    | Edson Bispo               | Basquete       | 0    | 0     | 2      | Tóquio 1964      | 0               | 0                | 1                 | 2                 |
| 19.°    | Jatyr Schall              | Basquete       | 0    | 0     | 2      | Roma 1960        | 0               | 0                | 1                 | 2                 |
| 19.°    | Jatyr Schall              | Basquete       | 0    | 0     | 2      | Tóquio 1964      | 0               | 0                | 1                 | 2                 |
| 20.°    | Wlamir Marques            | Basquete       | 0    | 0     | 2      | Roma 1960        | 0               | 0                | 1                 | 2                 |
| 20.°    | Wlamir Marques            | Basquete       | 0    | 0     | 2      | Tóquio 1964      | 0               | 0                | 1                 | 2                 |
| 21.°    | Reinaldo Conrad           | Vela           | 0    | 0     | 2      | México 1968      | 0               | 0                | 1                 | 2                 |
| 21.°    | Reinaldo Conrad           | Vela           | 0    | 0     | 2      | Montreal 1976    | 0               | 0                | 1                 | 2                 |
| 22.°    | João Carlos de Oliveira   | Atletismo      | 0    | 0     | 2      | Montreal 1976    | 0               | 0                | 1                 | 2                 |
| 22.°    | João Carlos de Oliveira   | Atletismo      | 0    | 0     | 2      | Moscou 1980      | 0               | 0                | 1                 | 2                 |
| 23.°    | Lars Grael                | Vela           | 0    | 0     | 2      | Seul 1988        | 0               | 0                | 1                 | 2                 |
| 23.°    | Lars Grael                | Vela           | 0    | 0     | 2      | Atlanta 1996     | 0               | 0                | 1                 | 2                 |
| 24.°    | Robson Caetano            | Atletismo      | 0    | 0     | 2      | Seul 1988        | 0               | 0                | 1                 | 2                 |
| 24.°    | Robson Caetano            | Atletismo      | 0    | 0     | 2      | Atlanta 1996     | 0               | 0                | 1                 | 2                 |

## Medalhas
| Medalha | Atleta | Esporte           | Modalidade       | Data       |
| ------- | --- | ----------------- | ---------------- | ---------- |
| Ouro    | Jacqueline Silva Sandra Pires | Voleibol de praia | dupla praia      | 27/07/1996 |
| Ouro    | Marcelo Ferreira Torben Grael | Vela              | classe star      | 29/07/1996 |
| Ouro    | Robert Scheidt | Vela              | classe laser     | 31/07/1996 |
| Prata   | Gustavo Borges | Natação           | 200 m livre      | 20/07/1996 |
| Prata   | Adriana Samuel Mônica Rodrigues | Voleibol de praia | dupla praia      | 27/07/1996 |
| Prata   | Seleção Brasileira de Basquetebol Feminino Adriana Santos Alessandra Santos Branca Gonçalves Cíntia Tuiú Cláudia Pastor Hortência Marcari Janeth Arcain Leila Sobral Marta Sobral Paula Gonçalves Roseli Gustavo Silvinha Luz | Basquetebol       | equipe quadra    | 04/08/1996 |
| Bronze  | Aurélio Miguel | Judô              | peso meio-pesado | 21/07/1996 |
| Bronze  | Gustavo Borges | Natação           | 100 m livre      | 22/07/1996 |
| Bronze  | Henrique Guimarães | Judô              | peso meio-leve   | 25/07/1996 |
| Bronze  | Fernando Scherer | Natação           | 50 m livre       | 25/07/1996 |
| Bronze  | Kiko Pelicano Lars Grael | Vela              | classe tornado   | 30/07/1996 |
| Bronze  | Álvaro Doda de Miranda Neto André Johannpeter Luiz Felipe de Azevedo Rodrigo Pessoa | Hipismo           | equipe saltos    | 01/08/1996 |
| Bronze  | Seleção Brasileira de Futebol Masculino Aldair Nascimento Alexandre Amaral André Luiz Moreira Bebeto Gama Danrlei Hinterholz Dida da Silva Flávio Conceição Juninho Paulista Luizão Goulart Marcelinho Paulista Narciso dos Santos Rivaldo Borba Roberto Carlos Ronaldo Guiaro Ronaldo Nazário Sávio Pimentel Zé Elias Moedim Zé Maria Ferreira André Cruz (suplente) Giovanni Silva de Oliveira (suplente) Paulo Jamelli (suplente) Rogério Ceni (suplente) (*) | Futebol           | equipe campo     | 02/08/1996 |
| Bronze  | Seleção Brasileira de Voleibol Feminino Ana Flávia Sanglard Ana Moser Ana Paula Connelly Fernanda Venturini Filó Bodziak Hélia Fofão Hilma Caldeira Ida Álvares Leila Barros Márcia Fu Sandra Suruagy Virna Dias | Voleibol          | equipe quadra    | 03/08/1996 |
| Bronze  | André Domingos Arnaldo Oliveira Edson Luciano Robson Caetano | Atletismo         | 4×100 m rasos    | 03/08/1996 |

| Medalhas por esporte | Medalhas por esporte | Medalhas por esporte | Medalhas por esporte | Medalhas por esporte |
| Esporte              | Medalha de ouro      | Medalha de prata     | Medalha de bronze    | Total de medalhas    |
| -------------------- | -------------------- | -------------------- | -------------------- | -------------------- |
| Natação              | 0                    | 1                    | 2                    | 3                    |
| Judô                 | 0                    | 0                    | 2                    | 2                    |
| Voleibol de praia    | 1                    | 1                    | 0                    | 2                    |
| Vela                 | 2                    | 0                    | 1                    | 3                    |
| Hipismo              | 0                    | 0                    | 1                    | 1                    |
| Futebol              | 0                    | 0                    | 1                    | 1                    |
| Voleibol             | 0                    | 0                    | 1                    | 1                    |
| Atletismo            | 0                    | 0                    | 1                    | 1                    |
| Basquetebol          | 0                    | 1                    | 0                    | 1                    |
| Total                | 3                    | 3                    | 9                    | 15                   |